# Lentinula edodes
Pour les articles homonymes, voir Lentin.
Shiitake, Lentin du chêne, Lentin comestible, champignon parfumé
Espèce
Le Lentin du Chêne (Lentinula edodes), Lentin comestible, Shiitake, Shiitaké (du japonais natif shiitake (シイタケ, 椎茸)), ou encore Champignon parfumé (du chinois : 香菇 ; pinyin : xiāng gū), est une espèce de champignons basidiomycètes de la famille des Marasmiaceae. C'est un champignon comestible poussant en Extrême-Orient sur le bois de divers feuillus et qui tire son nom japonais de l'arbre shii (シイ, 椎), Castanopsis cuspidata, qui est son hôte historique. C'est est un arbre majestueux à très petites feuilles, de la famille des Fagaceae.
Ce champignon possède, en plus d'un parfum doux et agréable, des propriétés nutritives remarquables, avec une richesse en vitamines B, vitamine D, fer, potassium. Dans la médecine traditionnelle chinoise, il est considéré comme un élément neutre et orexigène (stimulant l'appétit) en cas d'anorexie.
En raison de toutes ces propriétés, c'est un élément récurrent de différentes cuisines chinoise, coréenne ou japonaise.

## Dénominations usuelles
- Nom scientifique : Lentinula edodes (Berk.) Pegler 1976[1]
- Noms recommandés ou typiques en français : shii-také, lentin comestible ou lentin du chêne[2]
- Noms vernaculaires (langage courant), pouvant désigner éventuellement d'autres espèces : voir la section détaillée sur les noms vernaculaires, plus bas sur cette page.

## Description de l'espèce
L'espèce est caractérisée par un chapeau convexe brun roux et charnu, sur lequel on peut observer des mèches laineuses blanches et des fibrilles. Ses lamelles sont serrées et blanches, tirant vers le beige. Le pied est cylindrique, solide et blanc, et peut comporter un anneau laineux. La chair est blanchâtre,,.

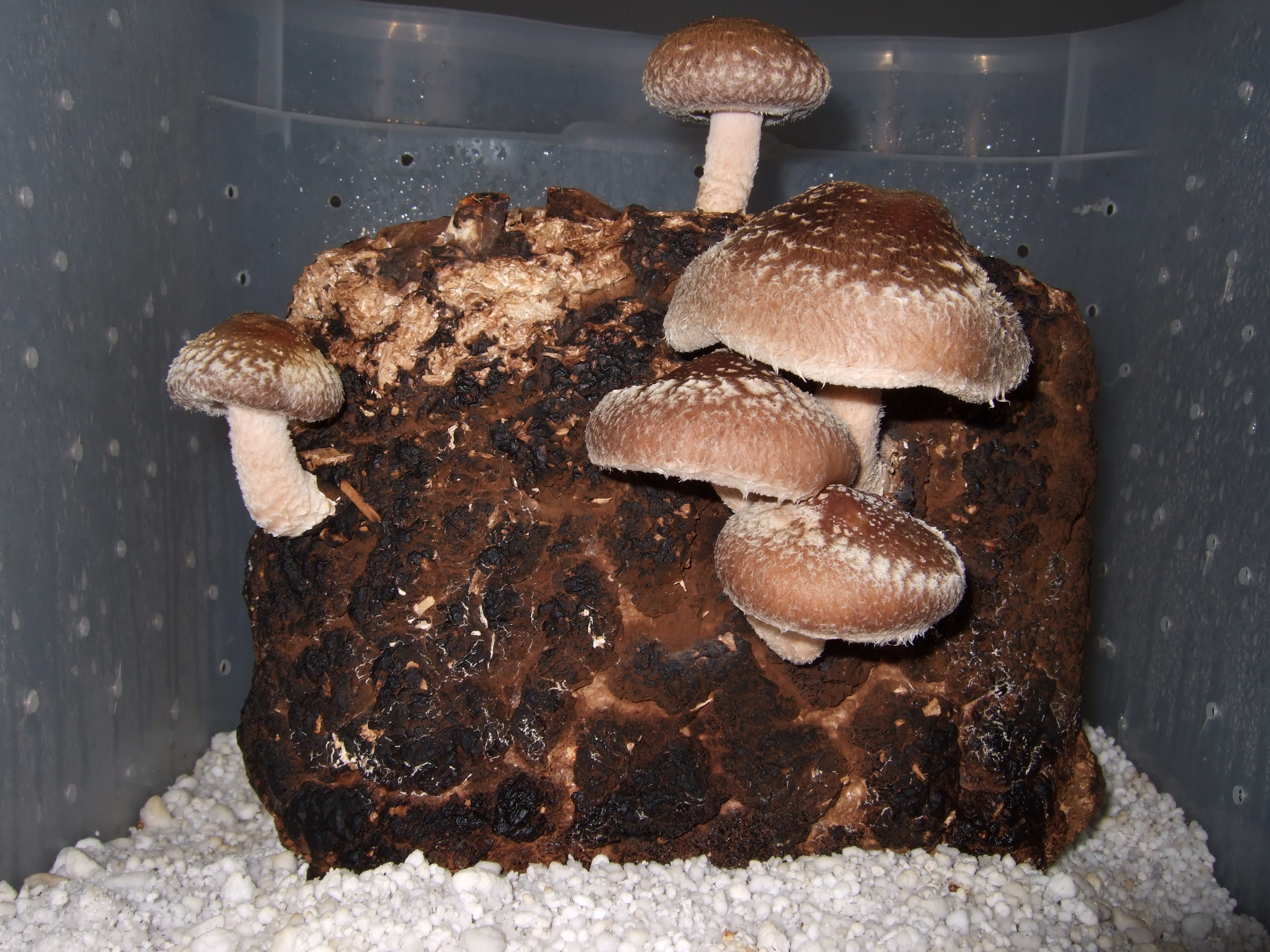
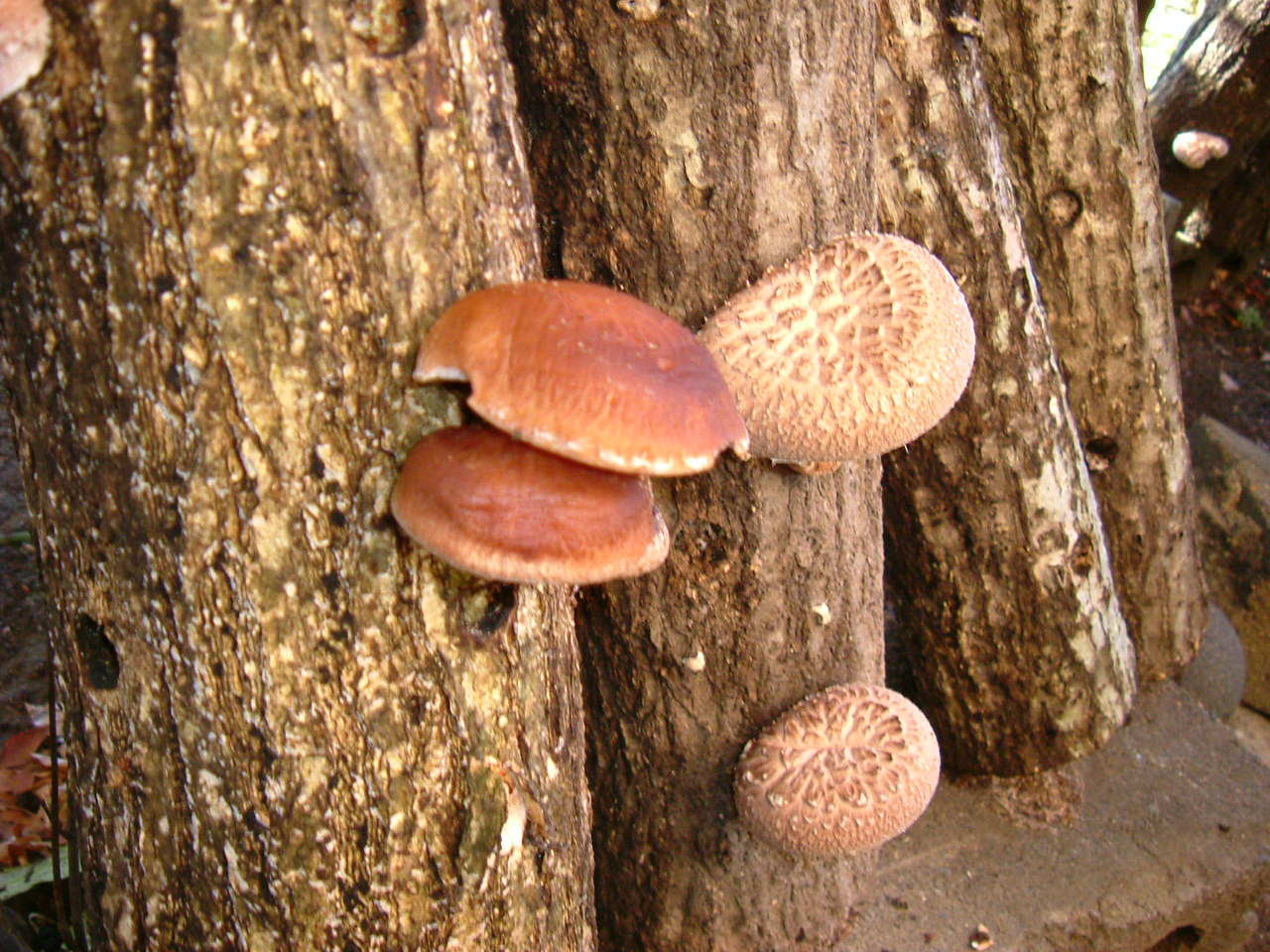
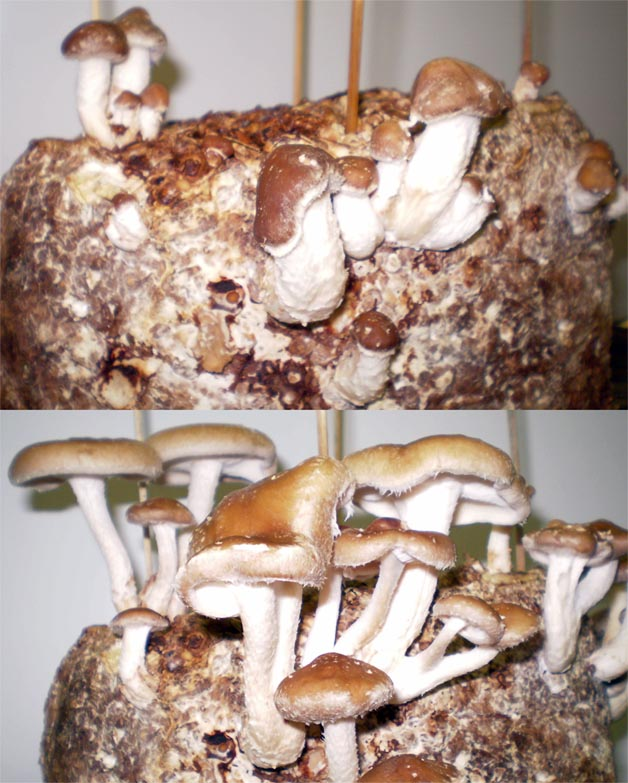
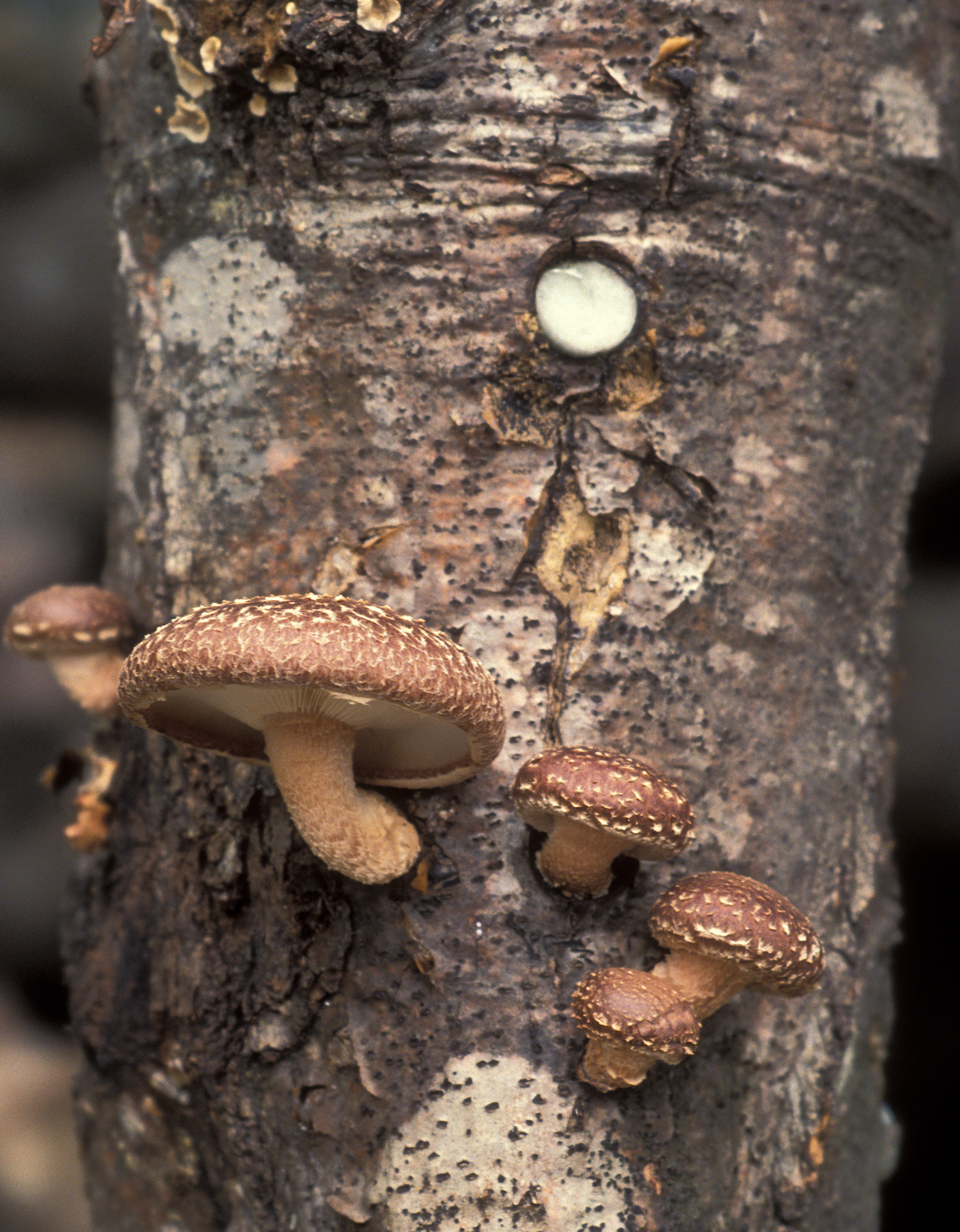
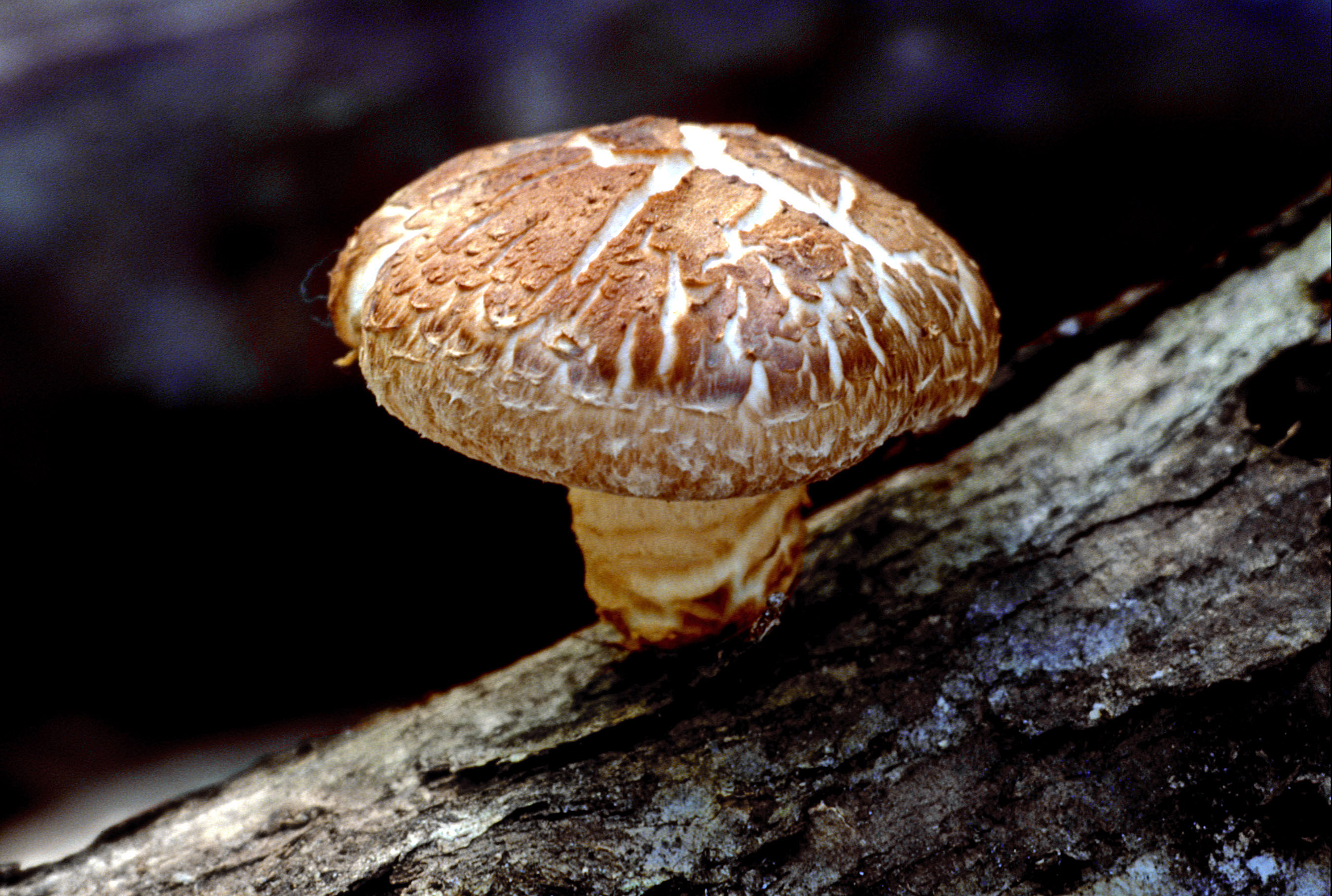

## Nomenclature et systématique
La double nomenclature scientifique (internationale et nationale) est en usage dans de nombreux autres pays où la romanisation ou la lecture du latin sont trop exotiques. Pour les espèces les plus populaires, elle permet en outre de conserver un précieux patrimoine culturel et littéraire, voire poétique, et rend parfois des services scientifiques inattendus pour assurer la pérennité du nommage de certains taxons dont le nom latin change sans cesse, ou au contraire d'offrir un « nom de travail » provisoire au taxinomiste en attendant la publication d'un nouveau nom binominal. Toutefois, malgré son statut officiel à l'échelon local, le « nom scientifique national » n'a qu'un usage limité au pays où à la zone linguistique correspondante. Il ne remplace en aucun cas le nom scientifique international de forme latine, qui reste la seule nomenclature permettant une communication universelle.

### Nom scientifique binominal
Le champignon est décrit pour la première fois par Miles Joseph Berkeley en 1878 du basionyme Agaricus edodes, sans faire mention d'une quelconque étymologie. Cependant, plus tard, Elmut Genaust donne comme étymologie d'edodes, les mots grecs edōdòs, « comestible » et edōdé, « nourriture », eux-mêmes venant de édein, « manger », cette espèce étant l'un des champignons comestibles les plus populaires en Asie de l'Est.
Agaricus edodes ayant des affinités avec le « lentin tigré » (Lentinus tigrinus, lequel se développe dans des conditions similaires (sur des troncs ou souches de feuillus), est proche d'aspect, et est apprécié uniquement à l'état juvénile), il fut recombiné par Singer en 1941 en Lentinus edodes, mais les hyphes qui le composent s'étant trouvées être de deux sortes différentes, Pegler l'a déplacé en 1976 dans le genre Lentinula.

#### Basionyme
Le basionyme est :
- Agaricus edodes Berk., J. Linn. Soc., Bot. 16: 50 (1878)

#### Synonymes
Les principaux synonymes sont :
- Armillaria edodes (Berk.) Sacc., Syll. fung. (Abellini) 5: 79 (1887) ;
- Collybia shiitake J.Schröt., Gartenflora 35: 105 (1886) ;
- Cortinellus shiitake (J.Schröt.) Henn., Notizblatt des Königl. bot. Gartens u. Museum zu Berlin 2: 385 (1899) ;
- Lentinus edodes (Berk.) Singer, Mycologia 33(4): 451 (1941) ;
- Lentinus mellianus Lohwag, : no. 698 (1918) ;
- Lentinus tonkinensis Pat., J. Bot. Morot 4: 14 (1890) ;
- Lepiota shiitake (J.Schröt.) Tanaka, Bot. Mag., Tokyo 3: 159 (1889) ;
- Mastoleucomyces edodes (Berk.) Kuntze, Revis. gen. pl. (Leipzig) 2: 861 (1891) ;
- Tricholoma shiitake (J.Schröt.) Lloyd, Mycol. Writ. 5 (Letter 67): 11 (1918).

### Nom scientifique japonais
Les noms scientifiques japonais, dits nihon-gakumei (日本学名) ou wamei (和名), n'étant pas de construction binominale, seul l'usage des katakana (correspondant à nos italiques), rendu obligatoire depuis 1981, signale qu'il s'agit d'un taxon. Les noms vernaculaires, littéraires et commerciaux étant écrits, soit en kanji, soit en hiragana. Le rang de genre, quant à lui, est signalé par l'adjonction du caractère 族 (zoku) après le nom spécifique. Il en est de même pour la famille (科, ka), etc.
Shii-také (シイタケ) est donc l'espèce type du genre shiitake-zoku (シイタケ属), Lentinula.

## Noms vernaculaires
L'espèce a de nombreux noms vernaculaires (langage courant), pouvant désigner éventuellement d'autres espèces. Il tire son nom japonais de l'arbre shii (シイ, 椎, Castanopsis cuspidata, synonymes : Pasania c., Shiia sieboldi), qui est son hôte historique, et de také, qui signifie "champignon",.
En français, en plus des noms recommandés ou consacrés par l'usage, que sont lentin comestible et lentin du chêne et également shiitake (du japonais shiitake (椎茸)), les principaux noms vernaculaires pouvant désigner l'espèce sont champignon parfumé (du chinois : 香菇 ; pinyin : xiānggū), champignon noir (ne pas confondre avec l'oreille de Judas (Auricularia auricula-judae), également appelée ainsi) ou encore pyogo (du coréen 표고)[réf. souhaitée].
Les végétariens chinois l'appellent l'« Impératrice des plantes » (chinois : 植物皇后 ; pinyin : zhíwù huánghòu).
On l'appelle généralement :
- En Chine, on l'appelle chinois : 香菇 ; pinyin : xiāng gū ; litt. « champignon parfumé » ou chinois : 冬菇 ; pinyin : dōng gū ; litt. « champignon d'hiver ».
- En Corée, où il est également beaucoup consommé, on l'appelle pyogo beoseos (en coréen : 표고버섯).

## Utilisation par l'homme

### Historique
Le plus ancien document concernant le champignon shiitake remonte à l'an 199 à l'époque de l'empereur Chūai au Japon. Dans la langue de Yamato, le mot také (タケ, 菌, 茸, 蕈, タケ) désignait un kami, végétal divinisé par la religion animiste, symbole de vitalité et de croissance spectaculaire, capable de faire pousser « comme un bambou » ou « comme un champignon ». Ce champignon est cultivé depuis plus de 1 000 ans. Le premier écrit de la culture du champignon parfumé peut être attribué à Wu Sangong (吴三公, wú sāngōng 1130-1208), né sous la dynastie Song (960-1279). Le livre d'agriculture de Wang Zhen, Wang zhen nong shu (chinois : 王祯农书 ; pinyin : wáng zhēn nóng shū), écrit par Wáng Zhēn sous la dynastie Yuan (1271-1368) fait état de consommation sous la dynastie Han (-202–220).
En Corée, où il est appelé pyogo (hangul : 표고), on le retrouve déjà au XVIIe siècle dans la recette du japchae de Yi Chung (en), devenu hojo panseo (secrétaire du trésor) grâce à ce plat.
On lui a fait correspondre, au Japon, deux sinogrammes importés de Chine : 椎 (à deux sens en chinois et coréen, « marteau » ou « vertèbre ») et 茸 (chinois : 茸 ; pinyin : róng ; litt. « fin et mou, ou duveteux, mais évoque un développement végétal luxuriant »), qui représente une « oreille végétale », espèce large incluant notre « oreille de Judas » (les « champignons noirs » des restaurants) et quelques autres espèces affines dont les Asiatiques sont très friands. Dans les deux pays, ce mot a pris par la suite le sens large de « champignon », réservé au Japon aux mots composés (熟語, jukugo (en)) comme shii-take, à la différence du mot kinoko (木の子, lit. « enfant de l'arbre », « rejeton ») qui désigne tous les champignons en général.

### Culture

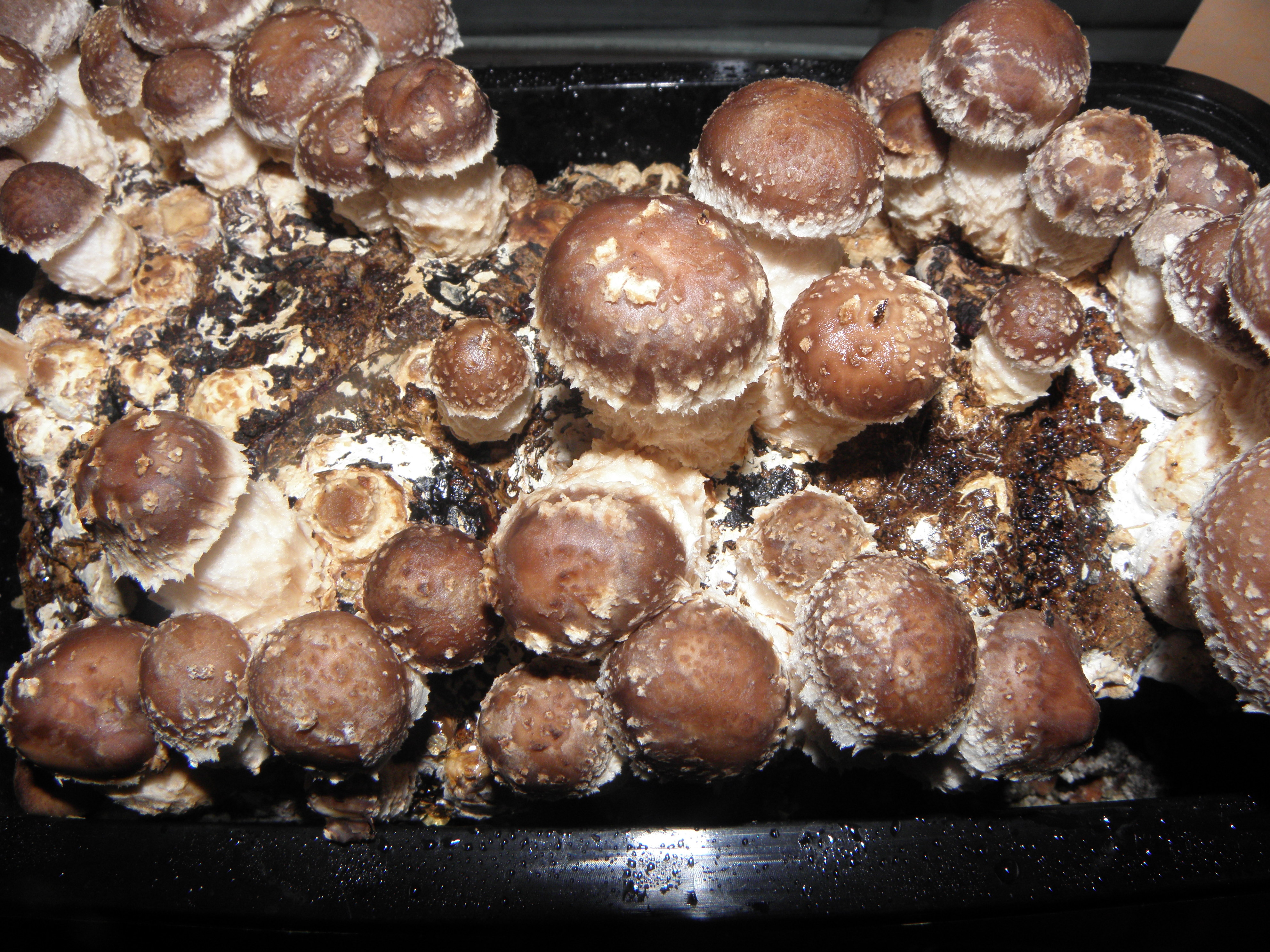
Culture contemporaine du lentin du chêne.

Il est cultivé au Japon et en Chine depuis fort longtemps, probablement 1 000 ans en Chine (voir section « Historique »). Traditionnellement cultivé sur des branches mortes de feuillus percées de trous dans lesquels on introduit du mycélium (blanc de champignon) ou sur rondins de bois, et aujourd'hui le plus souvent en champignonnière sur des coussinets de compost à consistance de liège, pré-ensemencés. On les plonge dans l'eau froide pour accélérer la fructification. C'est le champignon le plus cultivé (frais ou séché) en Asie.
Ils étaient un produit de luxe que l’on croyait impossible à faire pousser artificiellement jusqu’en 1942, lorsque le Dr Mori Kisaku, un agronome japonais, invente une méthode de culture.
Une tentative de culture artificielle avait déjà existé durant l’époque d’Edo, mais elle consistait à entailler des arbres fraîchement coupés pour faciliter la pousse des shiitakés, une méthode qui demandait beaucoup d’efforts pour des résultats non garantis.
Il pousse naturellement en Chine à une altitude de 2 100 à 2 400 mètres.
Il est à présent vendu à l'état frais sur les marchés d'Europe et même cultivé en France, où son orthographe japonaise a parfois été francisée en shitaké. On le trouve également sous forme séchée dans les épiceries japonaises et chinoises ; il faut alors le laisser tremper environ une heure dans de l'eau puis l'égoutter pour pouvoir le cuisiner. Il existe aussi des kits pour le cultiver chez soi.
Cette espèce de champignon a aussi la particularité d'avoir un mycélium très fragile, de ce fait, une secousse suffit à couper les microfilaments de mycélium et ainsi à rebouturer le champignon.
En 1974, la production mondiale a été estimée à environ 143 000 tonnes, avec le Japon représentant 94,5 % du total, la Chine 4,2 %, Taiwan 1,1 %, et la Corée du Sud 0,2 %. En 1997, la production de shiitake de la Chine est de 85,1 % du total mondial.
Sa culture constitue 10 % de la production mondiale de champignons.

### Usages

#### Alimentation
C'est un ingrédient utilisé dans de nombreux plats d'Asie de l'Est, japonais, chinois ou encore coréens. Le pied est relativement dur et donc utilisé principalement pour parfumer un bouillon.
Au Japon, on l'utilise dans de nombreuses recettes, par exemple en tenpura, dans des dashi (bouillons) ou encore en pot-au-feu.
On le trouve également dans des recettes de légumes en Corée, comme le japchae.
En Chine, il peut être sauté au wok et être un ingrédient des plats de viandes et de volailles, ou être utilisé dans de nombreuses recettes de fondues, soupes, plats de légumes sautés, volailles, bœuf mijoté, etc..

##### Apports nutritionnels

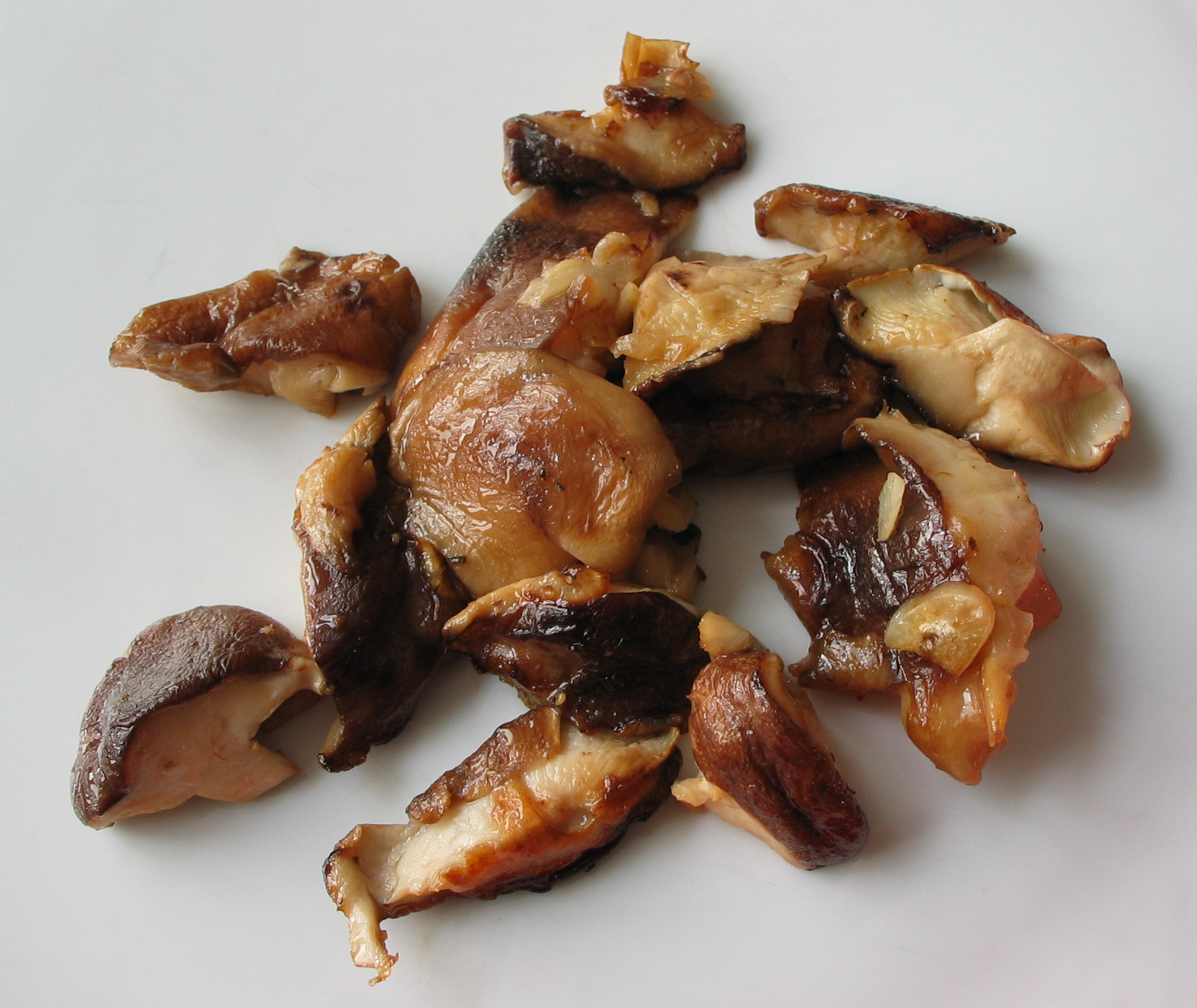
Shiitakés cuisinés à l'ail.

Le shiitaké est une source de fibres et plus spécifiquement de sucres complexes polysaccharides de type beta-glucan. Il présente des teneurs remarquables en vitamine B5 (22 mg pour 100 g), ainsi qu'en vitamine B2, D et en vitamine PP (33 % de l'apport conseillé pour 100 g). Il est également riche en sélénium et en cuivre.

#### Usage thérapeutique

##### Forme médicinale
Sous forme concentrée, il peut être aussi apporté sous forme d'extrait sec en gélules comme le Shiitaker qui est élaboré avec des champignons poussant dans leur milieu naturel sauvage au Japon et qui garantit une concentration en lentinane, KS2 et AC2P. Des études scientifiques ont montré que ces 3 polysaccharides participent activement au soutien des défenses naturelles.

##### Perspectives thérapeutiques
En plus de son succès commercial et culinaire, le shiitaké s'avère être un excellent fortifiant général et aurait une action bénéfique sur le système nerveux central, ainsi qu'une action anti-cancer.
Très riche en glucides, le shiitaké contient en outre une substance anti-tumorale, le lentinane, un polysaccharide qui aurait en plus une action réductrice sur le cholestérol.
À ce jour, aucune autorisation de mise sur le marché en tant que médication (AMM) n'a encore été signalée pour la Communauté Européenne. Du fait de son statut alimentaire, le shiitake est commercialisé sous forme d'extrait sec en gélules comme complément alimentaire dont certains sont concentrés en lentinane, KS2, AC2P et polysaccharides beta-glucan.

##### Dépollution (bioremédiation)
Ce champignon a été testé pour biodégrader certains produits toxiques ou écotoxiques, faculté testée au Portugal sur un pesticide (désherbant, le diflufenicanil.

### Toxicité
Ce champignon n'était pas réputé avoir de toxicité intrinsèque, mais des données récentes laissent penser qu'on a pu sous-estimer la toxicité naturelle ou acquise de certaines espèces dont celle-ci.

#### Dermatite flagellaire
Bien que très consommé en Asie, le shiitake peut provoquer une « toxidermie » (éruptions cutanées) autrefois uniquement connue au Japon et maintenant décrite en Europe (Royaume-Uni, France),. Cette éruption est régressive. Son mécanisme n'est pas clair et il pourrait s'agir plus d'une intolérance à l'un de ses composants, le lentinane, un polysaccharide, que d'une réaction allergique. Les recommendations actuelles sont de ne pas consommer ce champignon à l’état cru ou insuffisamment cuit, et quel que soit le mode de présentation (frais, séché puis réhydraté dans l’eau, poudre ou infusion).

#### Formaldéhyde
La présence de formaldéhyde dans ces champignons peut poser problème en cas de consommation régulière. L'hétérogénéité des teneurs en formaldéhyde rendant encore plus difficile l'évaluation précise de l'intoxication induite par la consommation de ce champignon. Des doses/poids/jour ont été définies par l'OMS et différents organismes d’État comme la FSA ou l'AFSSA, avec des variabilités selon les pays.

Le formaldéhyde est reconnu comme cancérigène pour l'homme. Toutes les recommandations sanitaires sont unanimes pour limiter notre exposition à ce polluant et nous inciter à réduire notre exposition le plus possible.